# ه

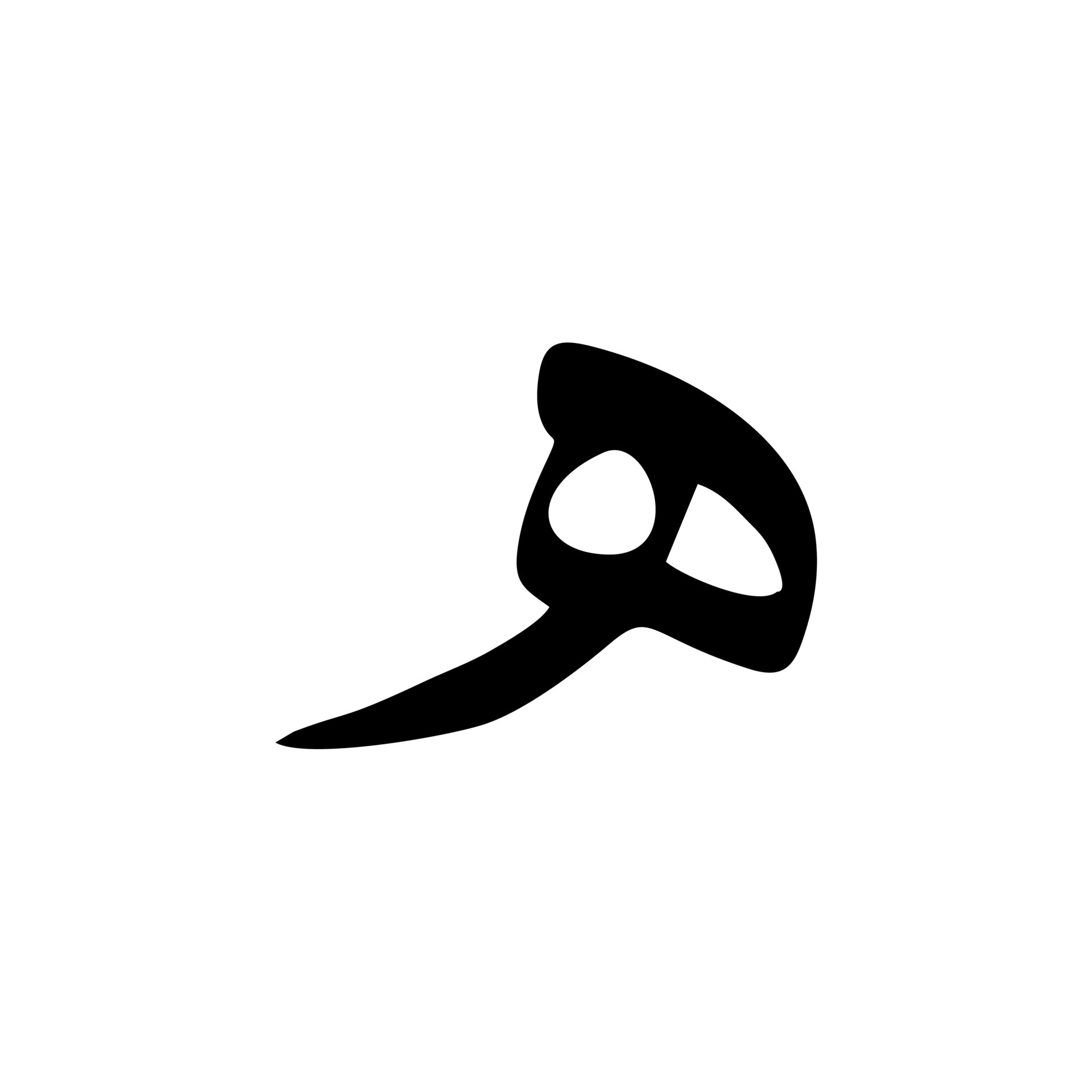
حرف ه

ه حرف سی‌ویکم در الفبای زبان فارسی، حرف بیست‌وهفتم در الفبای عربی و پنجمین حرف از حروف الفبای عبری (ה) است. نام این حرف «هـِ» یا اصطلاحاً «هـِ یِ دوچشم» است. در کتاب فرهنگ واژه‌های اوستا این حرف یعنی ه جزو واژه‌های اوستای استپ. [۱۰]

## کاربردها
این حرف گاهی جزء اصلی کلمه است و صدای «ِ» /e/ می‌دهد:
| واژگان فارسی                 | خانه، چشمه، تنگه (مثلاً تنگهٔ هرمز)، اضافه، پایه (ی صندلی، ی ابتدایی)، پنجه |
| واژگان ورودی از زبان‌های دیگر | تسوکه، زمبه (نام‌های ژاپنی)                                                |

و گاهی با توجه به دستور زبان به کلمه اضافه می‌شود:
| اسم مفعول | آمده، رفته، خورده                            |
| اسم فاعل  | آینده، زده                                   |
| ماضی بعید | رفته‌بود دویده‌بود                             |
| ماضی نقلی | رفته‌ام دویده‌اید                              |
| ساخت اسم  | ترقه، آتش‌زنه،                                |
| ساخت صفت  | «استادانه پرتاب کن»، «یک مغازهٔ دودهنه خرید»، |
| ساخت قید  | مردانه مُرد                                   |

در محاوره به جای «است» به‌کار می‌رود:
| «بی‌مایه خمیره»   | بدون مایه خمیر است |
| «رنگت چرا زرده؟» | رنگ‌ات چرا زرد است؟ |

برای معرفه کردن اسم‌ها در محاوره نیز به‌کار می‌رود:
| «اون آقاهه رو دیدی؟»                |
| «آقاهه رو ولش کن، اون پسره چه خوبه» |

حرف ه در این موارد به کار نمی‌رود:
| نقش               | درست                          | غلط                              |
| ----------------- | ----------------------------- | -------------------------------- |
| به جای کسرهٔ اضافی | کتابِ علی حسینی                | کتابه علی حسینی                  |
| به جای کسرهٔ اضافی | نمی‌تونم پیگیریِ چندانی بکنم    | نمیتونم پیگیریه چندانی بکنم      |
| به جای کسرهٔ اضافی | نظرت در موردِ رنگِ پس‌زمینه چیه؟ | نظرت در مورده رنگه پس زمینه چیه؟ |

### در اسم‌ها
ه در آخر اسامی، آن‌ها را به مؤنث تبدیل می‌کند. مانند: راهب (مرد دینی) به راهبه (زن دینی)، مهدی به مهدیه، سعید به سعیده و…

## های غیرملفوظ
های بیان حرکت، های غیرملفوظ، های مختفی یا های ناملفوظ در زبان فارسی هایی‌ست در پایان واژه و نشانگر فتحه یا کسرهٔ حرف پیش از خود است. این «ه» تلفظ نمی‌شود. مانند: خانِه یا خانَه و کاشانِه یا کاشانَه. در فارسی تاجیکی پایان این‌گونه واژگان مصوّت a [æ] است.
قافیه در شعر فارسی شناسای آن است، که فتحه واپسین حرکت واژه‌های پایان‌یافته با «های» مختفی بوده است.
ناصر خسرو:
ایا غرّه گشته به مکر زمانَه
ز مکرش به دل گشتی آگاه یا نَه
عطّار:
دلی کز عشق تو دیوانَه گردد
وجودش با عدم هم‌خانَه گردد …
درین دریا دل پردرد عطّار
ندانم مرد گردد یا نَه‌گردد
مولوی:
ای دل به کجایی تو آگاه هیی یا نَه
از سر تو برون کن هی سودای گدایانَه
در بزم چنان شاهی در نور چنان ماهی
خط در دو جهان درکش چه جای یکی خانَه
شمس قیس رازی ازهای وصلی در برابرهای اصلی نام برده است. وی دربارهٔ «های وصلی» یا زاید و واژگانی پایان‌یافته با این‌گونه «ها» (ـه/ه) نگاشته است:
«بناءِ این کلمات بر فتح است و این «هاآت» در کلّ احوال از لفظ ساقط‌اند و جز دلالت حرکت ماقبل در معنی کلمه هیچ مدخل ندارند»
برهان، محمدحسین بن خلف تبریزی از چهار گونه «ه» نام برده است. وی چهارمین گونه را، «های بیانِ فتحه» نامیده و چنین نگاشته است:
«غیر از دلالت بر فتحهٔ ماقبل هیچ مدخل دیگر ندارد، همچو: «خانه» و «کاشانه» و «بنده»؛ و این در جمع البتّه ساقط می‌شود، همچو: «خانها» و «جامها» و «بندها» و در اضافت به همزهٔ ملیّنه تبدیل می‌یابد، همچو: «خانهٔ من» و «جامهٔ من» و «بندهٔ خدا». و در تصغیر به کاف عجمی [گ] تبدیل می‌یابد، همچو: «خانگک» و «جامگک»»

### تعریب
در تعریب «ج»، «ق» و «ح» بدل‌های «های مختفی» هستند. پسوند جمع «جات» در زبان فارسی اقتباس از جمع عربی کلمهٔ مختوم به «ج» بدل از «های مختفی» با «ات» است.

### تفریس
در فارسی‌سازی برخی واژه‌های عربی مختوم به «ة» این «تای پایانی» به «های غیرملفوظ »تبدیل می‌شود. از این دست:
تفریسِ خدعة، خدشة، کلمة و خطبة به خدعه، خدشه، کلمه و خطبه به انجامِ‌های مختفی